# Pap Zoltán (tornaedző)
Pap Zoltán (Szeged, 1940. június 26. – Dunaújváros, 2020. december 18.) magyar tornász, edző, testnevelő tanár. A Kovács-szaltó megálmodója.

## Pályafutása
1954 és 1958 között a Székesfehérvári Építők, 1958 és 1962 között a TFSE tornásza volt. 1962 és 1968 között Székesfehérvárott testnevelő tanárként dolgozott. 1968-tól a Dunaújvárosi Kohász, majd Dunaferr SE tornaedzője, vezetőedzője, közben 1975 és 1978 között a magyar ifjúsági válogatott vezetőedzője volt. 1978–79-ben Bordán Dezsővel az Kovács-szaltó megtervezője volt. Tanítványai közül Kovács Péter Európa-bajnoki ezüstérmes, Paprika Jenő olimpiai helyezett, Berényi György és Erdélyi Péter magyar bajnokok voltak. 2014-ben a Magyar Torna Szövetség beválasztotta a Magyar Tornasport halhatatlanjainak klubjába.
2022-ben a dunaújvárosi Tornacsarnokot hivatalosan is Pap Zoltán Tornacsarnoknak nevezték el, ezzel is tisztelegve munkássága előtt.